# 城生城
城生城（じょうのうじょう）は、富山県富山市八尾町城生字城鉄炮町にあった日本の城。富山市指定史跡。蛇尾城ともいう。とやま城郭カードNo.19。

## 規模
神通川西岸にある独立した丘陵全体に築かれた山城。佇まいは軍艦を連想させる。城域は南北約750メートル、東西約150メートル。丘陵の標高は124メートル（比高差は約50メートル）。東は神通川、西から北は土川と、南を除く三方に天然の堀を有する。さらに北端には堀切があり、その向こうは高さにして40メートルはあろうかという崖によって遮断されている。
南に大手口があり、土橋、馬出し、石積みを備えた二重の虎口を設け、うねるように連なる郭群には空堀、土塁が巡らされているなど、城域南部は非常に堅固な作りとなっている。恐らくは佐々成政によって大規模な改修が施されたものと思われる。中央に位置する主郭は周囲より約10メートルほど高く、北を除く三方は切岸、大きな空堀に囲まれている。一方、北部は広大な平坦地であり、居住施設や物資の備蓄に使用されたと見られ、長期の籠城戦にも対応できるようになっていた。
飛騨街道に面しており、飛騨国から富山平野に向かう者は必ずといっていいほどこの地を通過せねばならなかった。また神通川の水運にも影響を与えていたと思われる。

## 歴史
越中国婦負郡南部を支配した斎藤氏の居城である。斎藤氏は藤原利仁の流れを汲むと言われているが、確証を得ない。平盛嗣（越中次郎兵衛盛嗣）の後裔であるという意見もある。南北朝時代に斎藤左衛門大夫入道常喜が北朝方に属して功を挙げ、足利尊氏より越中国楡原保を与えられた（『仁和寺文書』）のが史料における斎藤氏の初見である。恐らくはこのころに築城されたものと思われる。
戦国時代になるとこの地は飛騨勢の北進を防ぐ拠点として、また飛騨越中間の交易の拠点として各勢力より重要視された。越後国守護代長尾為景の要請に応えて飛騨口を守備したり、また越中国守護代で富山城主神保長職や越中国願海寺城主寺崎盛永、飛騨国人で北進を続けて越中国猿倉城主となっていた塩屋秋貞に攻められたりしている。
天正年間には上杉謙信の配下となっていたが、やがて謙信が死去。城生城主斎藤信利は弟の信吉と共に織田信長へ誼を通じ、信吉が上杉方の越中国今泉城を落城させるなど織田方の越中進出に積極的に協力した。しかし数年後には再び上杉景勝に接近、織田方へ反旗を翻す。越中国を治めていた成政はこれを攻め、1年余りに及ぶ籠城戦の末、落城。成政は家臣の佐々与左衛門に1万石を与えて城生城を守備させた。
富山の役により成政が降伏した後は前田利長の持ち城となり、家臣の青山吉次が入った。吉次が越中国魚津城へと移った後には越中国今石動城代篠島清了が入ったと言うが、このとき清了は今石動城代の任を解かれていないと思われ、また両城の距離も離れているなど疑問が残る。関ヶ原の戦いに関連した一時的なものではなかろうか。少なくともこの後さして日を置かずに廃城となったと思われる。

## 逸話
成政が城生城を落とした後、井戸山の水を飲んだ者は腹痛を起こすようになったと言われている。これは攻防戦で亡くなった者の祟りであると伝えられている。

## 現在
城の南端が土砂採掘のために削られてはいるものの、それ以外はほほ完璧な形で残されており、非常に見応えのある城跡である。地元の住民による整備も行き届いており、案内板も見やすく丁寧である。見晴らしも素晴らしい。周辺には斎藤氏と協力して成政に反発し、結果神保氏張に攻め落とされた一向一揆の拠点、聞名寺があるが、周囲を石垣で囲ったその佇まいは城郭伽藍を想起させるに充分である。そしてこの寺の御正忌法要では氏張に攻略されたことに因んだ、他寺には見られないある「決まり」がある。
県道八尾笹津線からの入口わきには2018年まで富山市教育委員会が立てた説明看板があったが現在は撤去されており、撤去理由は不明である。また周囲には駐車スペースはなく、JR高山線東八尾駅から徒歩15分から20分程度かかるため、観光資源としての活用はされていない。